# Guzmania bismarckii
Guzmania bismarckii là một loài thực vật có hoa trong họ Bromeliaceae. Loài này được Rauh mô tả khoa học đầu tiên năm 1984.

## Hình ảnh

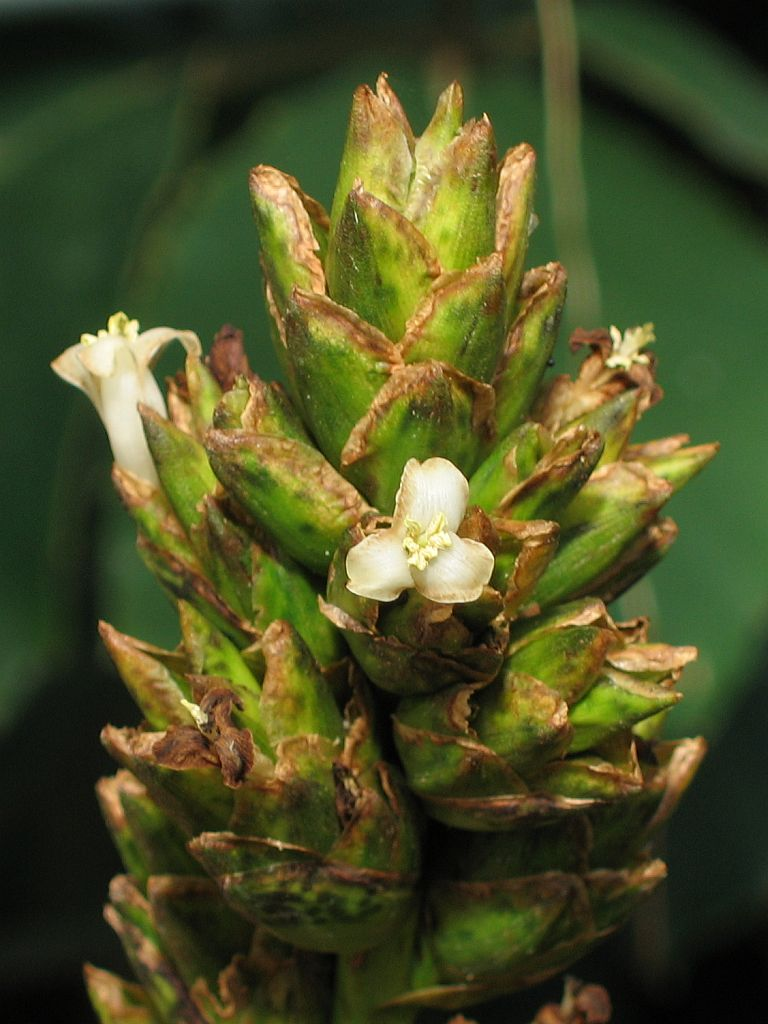
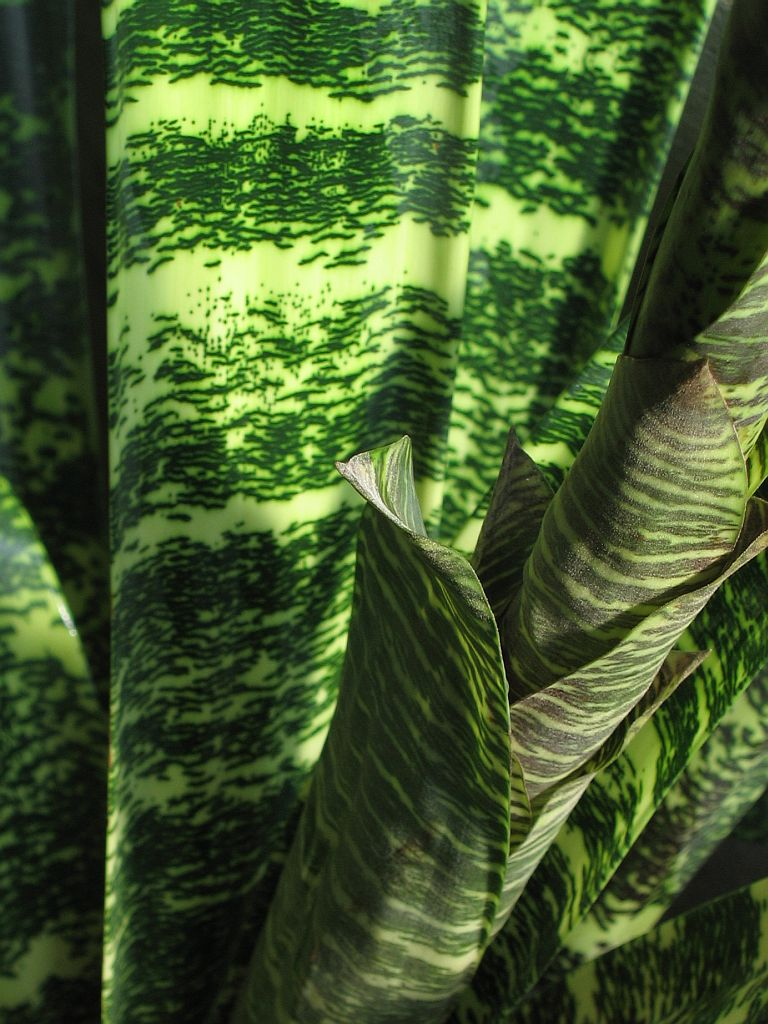